# Кооперативная улица (Харьков)

Кооперативная улица – улица в центре Харькова , в Основянском административном районе. Длина — 0,650 км. Начинается с Университетской улицы , идет на восток и присоединяется к проспекту Героев Харькова перед Харьковским мостом. Кооперативную улицу пересекают переулки Лопатинский, Троицкий, Плетневский и Подольский. По короткому отрезку улицы проходит автодорога М 18, которая здесь начинается и идет дальше по Подольскому переулку.

## История
Местность «Подол» начала застраиваться в самом начале возникновения Харькова. Появление нынешней Кооперативной улицы относят к XVII веку. В 1804  г. улице официально было присвоено название "Сенная", поскольку здесь, возле Торговой площади, продавали сено. Вообще на улице велась оживлённая торговля. В 1820—1830-е годы появились ряды рыбных лавок, в связи с чем в 1869 г. Сенная улица получила новое название — «Рыбная». В середине XIX ст. на улице начали строить каменные дома, а дорогу замостили. С начала XX ст. строятся Волжско-Камский банк, Общество взаимного кредита мелких промышленников. В советское время, в 1936  г. (по другим данным — 3 июля 1923 г.) Рыбной улице присвоили название «Кооперативная», поскольку на ней располагалось много торгово-кооперативных зданий, а в доме № 10 находилось правление Центрального рабочего кооператива (теребкоопу). С 15 декабря 1936 г. по 2 октября 1945 г. носила имя Лаврентия Берии. В годы немецкой оккупации решением Городской управы от 7 сентября 1942 г. называлась Рыбная. 15 июля 1953  г., после смерти Сталина , улице вернули современное название - Кооперативная .

## Дома
- Стр. № 6/8  - памятник архитектуры Харькова , охран. № 328, 1908-1911 гг., арх. М. А. Бабкин.
- Стр. № 7  - Харьковский колледж Государственного университета телекоммуникаций .
- Стр. № 8  - Бывший дом купца 3-й гильдии Николая Петренко и постоялый двор[3].

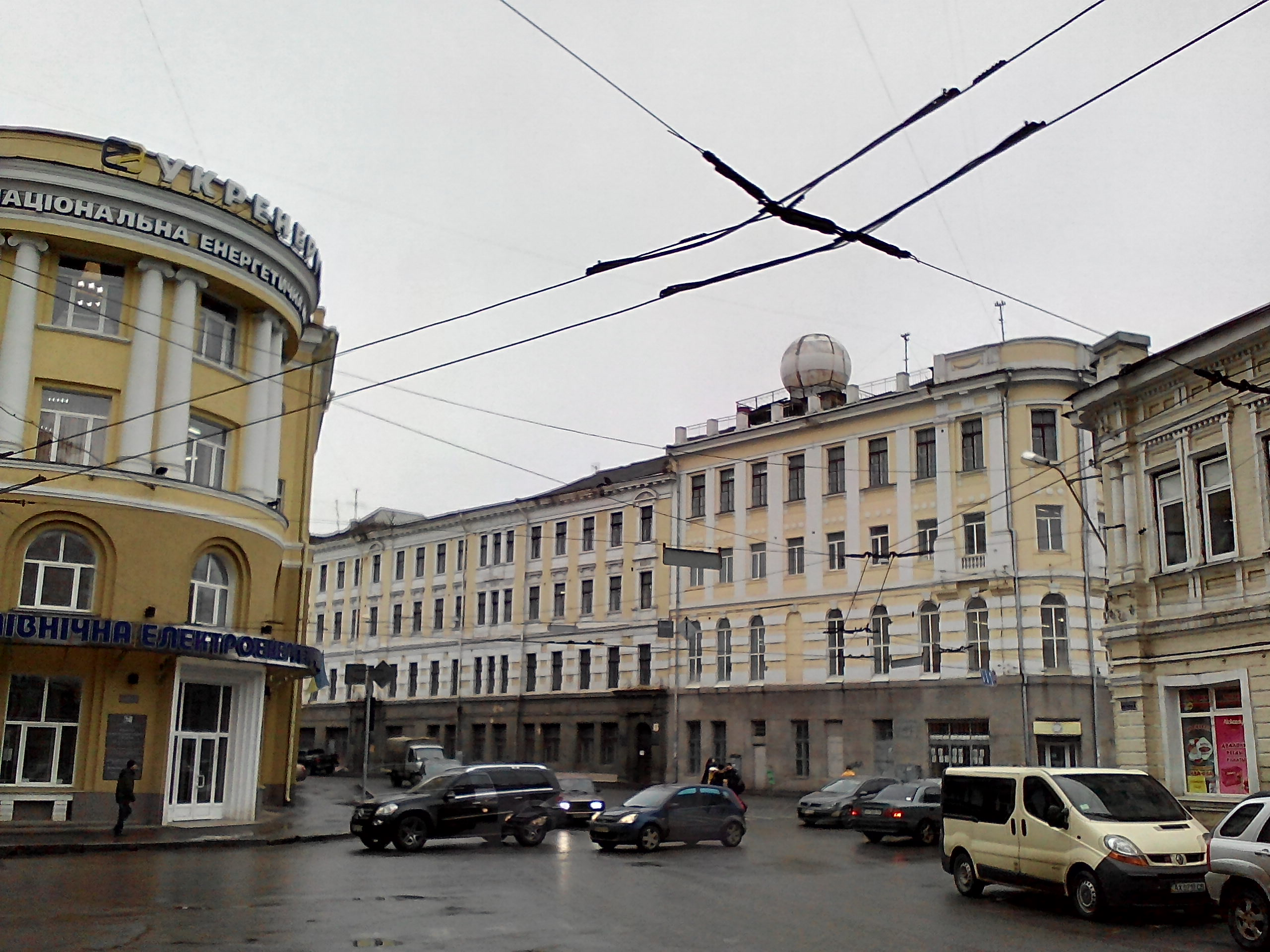
Здание Укрэнерго, справа – гидрометеорологический техникум

- Строй. № 10  - памятник архитектуры Харькова , охран. №329. Здание Общества взаимного кредита мелких промышленников, построенное в 1915  г. В настоящее время это Харьковский гидрометеорологический техникум . В. Тимофиенко называет автором архитектора И. И. Загоскина[4].
- Строй. № 12  - Здание Инспекции Госэнергонадзора в Харьковской области[5]. 4-этажное здание построено в 1930-е годы, архитектор Д. Р. Торубаров . Частично надстроен в 60-е годы до 5 этажей.
- Строй. № 13  - Харьковская областная универсальная научная библиотека .
- Строй. № 24, 26  - памятник архитектуры Харькова, охран. № 347. Бывший дом купца 3-й гильдии Ивана Ващенкова, арх. А. А. Тон , 1840-е годы[6].

В настоящее время — жилые дома.